# Racing Club de Avellaneda
Racing Club de Avellaneda (normalt bare kendt som Racing Club, Racing de Avellaneda eller bare Racing) er en argentinsk fodboldklub fra byen Avellaneda. Klubben spiller i landets bedste liga, Primera División de Argentina, og har hjemmebane på stadionet Estadio Presidente Juan Domingo Perón, opkaldt efter Argentinas tidligere præsident, Juan Perón. 
Racing blev grundlagt den 25. marts 1903, og har siden vundet den argentinske mesterskab sytten gange, Han vandt mesterskabet for sidste gang i 2014. Også vundet tolv nationale cups. Internationalt vandt en Copa Libertadores, en Intercontinental Cup, en Supercopa Sudamericana, en Supercopa Interamericana, en Honor Cousenier Cup og to Cup Aldao.

## Titler
- Argentinsk mesterskab (17): 1913, 1914, 1915, 1916, 1917, 1918, 1919, 1921, 1925, 1949, 1950, 1951, 1958, 1961, 1966, 2001 (Apertura), 2014 [1]

- Campeonato Argentino Dr. Carlos Ibarguren (5): 1913, 1914, 1916, 1917, 1918 [1]

- Copa de Honor Municipalidad de Buenos Aires (4): 1912, 1913, 1915, 1917 [1]

- Copa de Honor Beccar Varela (1): 1932 [1]

- Copa de Competencia (1): 1933 [1]

- Copa de Competencia Británica George “VI” (1): 1945 [1]

- Copa Libertadores (1): 1967 [1]

- Intercontinental Cup (1): 1967 [1]

- Supercopa Sudamericana (1): 1988 [1]

- Supercopa Interamericana (1): 1988 [1]

- Copa Dr. Ricardo C. Aldao (2): 1917, 1918 [1]

- Copa de Honor Cousenier (1): 1913 [1]

## Kendte spillere
- Alfio Basile
- Ubaldo Fillol
- Ricardo Villa
- Julio Olarticoechea
- Sergio Goycochea
- Néstor Clausen
- Diego Simeone
- Lucas Castromán
- Albano Bizzarri
- Roberto Ayala
- Claudio López
- Sergio Romero
- Lisandro López
- Diego Milito
- Rubén Paz
- Lautaro Martínez

## Danske spillere
- Ingen